# Atenades de Traquinia
Atenades de Traquinia fue un griego que es recordado por Heródoto como la persona que dio muerte a Efialtes de Tesalia, el cual había traicionado a los espartanos cuando se enfrentaron en la Batalla de las Termópilas al ejército persa comandado por Jerjes I.
Heródoto señala que Atenades mató a Efialtes en Anticira por un motivo que no estaba relacionado con esa traición pero aun así fue ensalzado por los espartanos por ello.